# Israel Kirzner
Israel Meir Kirzner (Jisra'el Mayer Kirzner) (* 13. února 1930) je ekonom a současný vůdčí představitel tzv. Rakouské školy. Syn proslulého rabína a talmudisty se narodil v Londýně, v Anglii a přišel přes Jižní Afriku do USA.
Po studiích na Universitě v Kapském Městě v Jižní Africe (1947-48) a v Londýně (1950-51), Kirzner obdržel titul bakalář od Brooklyn College v roce 1954, titul MBA v roce 1955 a Ph.D. od New York University v roce 1957 (kde studoval pod vedením Ludwiga von Misese).

## Dílo
Kirznerovo hlavní přispění k ekonomické teorii je v oblasti ekonomie znalostí, podnikání a etice trhů. Je emeritní profesor na New York University a je v současnosti vůdčím pokračovatelem myšlenek a metodologie Ludwiga von Misese.
- "Entrepreneurial Discovery and The Competitive Market Process: An Austrian Approach," Journal of Economic Literature. (March 1997)
- The Meaning of Market Process. (Routledge 1992)
- Discovery, Capitalism and Distributive Justice. (Basil Blackwell 1989)
- The Economic Point of View: An Essay in the History of Economic Thought. (Kansas City: Sheed and Ward, Inc., 1976; )
- Competition and Entrepreneurship, (Chicago 1973), ISBN 0-226-43776-0.